# KCAU TV Tower
KCAU TV Tower är en vajrad radiomast för TV sändningar i Sioux City, Iowa, USA. KCAU TV Tower byggdes år 1965 och reser 609.9 meter (2000 ft) över havet. KCAU TV Tower är en av de högsta byggnaderna i USA.